# جون إف. كار
جون إف. كار (بالإنجليزية: John F. Carr)‏ (1944، فيلادلفيا في الولايات المتحدة)؛ روائي أمريكي.